# Les Marquises
Les Marquises es el decimotercero y último álbum de Jacques Brel. Salió a la venta en noviembre de 1977 bajo el sello de la discográfica Barclay. Está considerado como el testamento musical de Brel ya que el artista se sabe condenado por la enfermedad cuando empieza su grabación.

## Historia
Jacques Brel llevaba varios años instalado en las islas Marquesas y vivía retirado de la vida pública luchando contra un cáncer del pulmón cuando decide volver a París para trabajar en un nuevo álbum. Los paparazzis le siguen la pista a través de París debido a los rumores sobre su estado de salud. Se esconde en un hotel cerca de la Place de l'Étoile y mantiene su ritmo de vida polinesio. Trabaja en los arreglos de las nuevas canciones junto a François Rauber y las repeticiones se desarrollan Rue de Verneuil en casa de Juliette Greco. Gérard Jouannest, fiel compositor y pianista de Brel, también está presente en esas sesiones de trabajo.
La grabación del disco empieza en septiembre de 1977, Avenue Hoche, en los estudios Barclay, a las ocho de la mañana. Con medio pulmón menos y el segundo irradiado, Brel tan solo graba dos canciones por sesión según un ritual fijo : una toma, en directo junto al orquesta. Tras el proceso de grabación, Brel vuelve a las islas Marquesas, pero vuelve a París en julio de 1978 debido al empeoramiento de su enfermedad. Fallece el 9 de octubre de 1978.
Además de los doce temas que componen el álbum, cinco canciones más fueron grabadas durante las sesiones : Mai 40, Avec élégance, Sans exigences, L'amour est mort y La Cathédrale. Quedaron inéditas ya que Brel las consideraba como no acabadas. Sin embargo, aparecen en la edición integral de la discografía del cantante belga y en la recopilación Infiniment publicada en el 25 aniversario del fallecimiento de Brel. La publicación de estas canciones suscitó una polémica al no ser respetadas las últimas voluntades de Brel sobre esas canciones.

## Canciones
| Pista | Título                     | Traducción               | Compositor                     | Grabación  |
| ----- | -------------------------- | ------------------------ | ------------------------------ | ---------- |
| 1     | "Jaurès"                   | Jaurès                   | Jacques Brel                   | 1977-09-24 |
| 2     | "La ville s’endormait"     | La ciudad se dormía      | Jacques Brel                   | 1977-09-08 |
| 3     | "Vieillir"                 | Envejecer                | Jacques Brel, Gérard Jouannest | 1977-09-29 |
| 4     | "Le Bon Dieu"              | El buen dios             | Jacques Brel                   | 1977-09-23 |
| 5     | "Les F..."                 | Las F...                 | Jacques Brel, Joe Donato       | 1977-09-22 |
| 6     | "Orly"                     | Orly                     | Jacques Brel                   | 1977-09-05 |
| 7     | "Les Remparts de Varsovie" | Las murallas de Varsovia | Jacques Brel                   | 1977-09-23 |
| 8     | "Voir un ami pleurer"      | Ver a un amigo llorar    | Jacques Brel                   | 1977-09-21 |
| 9     | "Knokke-le-Zoute Tango"    | Knokke-le-Zoute Tango    | Jacques Brel                   | 1977-09-27 |
| 10    | "Jojo"                     | Jojo                     | Jacques Brel                   | 1977-09-05 |
| 11    | "Le Lion"                  | El león                  | Jacques Brel                   | 1977-09-24 |
| 12    | "Les Marquises"            | Las Marquesas            | Jacques Brel                   | 1977-10-01 |
| 13    | "Sans Exigences"           | Sin exigencias           | Jacques Brel, François Rauber  | 1977-09-24 |
| 14    | "Avec élégance"            | Con elegancia            | Jacques Brel, François Rauber  | 1977-09-24 |
| 15    | "Mai 40"                   | Mayo 40                  | Jacques Brel                   | 1977-09-24 |
| 16    | "L’Amour est mort"         | El amor ha muerto        | Jacques Brel, Gérard Jouannest | 1977-09-24 |
| 17    | "La Cathédrale"            | La catedral              | Jacques Brel                   | 1977-09-24 |

- Las pistas 1–12 constituyeron el álbum original en su lanzamiento de 1977.
- Las pistas 13–17 se grabaron durante las mismas sesiones, pero Brel las consideró inacabadas y le pidió a su productor Barclay que no los lanzara. Se agregaron más tarde al álbum cuando se reeditó como parte de la caja de 16 CD Boîte à Bonbons.
- "Las F..." adaptado de "The Frog" de João Donato extraído de A Bad Donato (1970).

## Ventas
Sin ninguna promoción, sin entrevistas, el álbum se coloca en primera posición del ranking de ventas en Francia. Consigue ser Disco de oro en 1978 con 100.000 copias vendidas y Disco de platino en 1981 con 400.000 copias vendidas. En total, se han vendido más de un millón de copias.